# Guido Postumo Silvestri
Guido Postumo Silvestri, noto anche come Guido Posthumus, Guido Postumo e Guido Silvestri (Pesaro, 1479 – Capranica, 1521), è stato un filosofo, poeta e medico italiano.

## Biografia
Figlio di Guido di Bartolomeo, che scomparve prima della nascita dell'erede, e di Anna di Ludovico dall'Isola, rimase orfano da parte di padre che gli lasciò come involontaria eredità l'appellativo di Postumo.
Quarto figlio della coppia, narrerà il piacevole ricordo del rapporto con l'unico genitore rimasto nell'opera Epicedium in matrem e l'istruzione impartitagli, in giovane età, da Giovan Francesco Superchi, detto Filomuso, e da Tommaso Foschi; il Silvestri frequentò l’università di Padova e al termine degli studi gli fu conferita la laurea in filosofia peripatetica e in medicina.
L'esordio letteriario avviene in questo periodo, alcuni distici, cui seguirono le prime prove di poesia amorosa che forniranno utili informazioni biografiche dell'autore.
Nel capoluogo patavino conobbe la futura consorte Fannia che gli diede un figlio, Enea, solo successivamente legittimato con il matrimonio della coppia. Rimasto prematuramente vedovo, la scomparsa della moglie risale al 1500, Silvestri le dedicò negli anni seguenti alcune elegie in lingua latina.
Lasciata Padova per far rientrare nella natia Pesaro partecipò attivamente alle vicessitudini cittadine sia politiche che belliche degli inizi del XVI secolo d.C.
Giunto a Pesaro lo stesso anno della morte di Fannia, trovò ospitalità presso la corte di Giovanni Sforza, ma nell'autunno il comune fu conquistato da Cesare Borgia, evento che costrinse Silvestri a riparare in quel di Modena, presso la famiglia Rangoni.
Nel comune emiliano compose l'elegia Ad Pisaurenses con l'intento di incitare i pesaresi alla rivolta contro il nuovo signore, accusando la famiglia Borgia delle malefatte commesse. Ottenne, con l'aiuto dei Rangoni, il prestigioso incarico di docenza in filosofia presso l'ateneo bolognese.
Nel periodo bolognese, che si concluse con la presa della città da parte di Giulio II e l'allontamento dei Bentivoglio allora al potere, il poeta aveva già una certa notorietà. Silvetri partecipò al tentativo dei suoi protettori di riprendere il potere, subendo la cattura e l'incarcerazione.
Nonostante provasse astio vero Giulio II, per ottenere la grazia del pontefice, scrisse in suo onere l'elegia Ad Iulium Secundum Pont. ut subiectis et victis parcat hostibus.
Terminata l'esperienza felsinea, tra il 1510 e il 1513 visse a Ferrara, allora guidata dal cardinale Ippolito d'Este. Gli venne offerta la cattedra di medicina e filosofia e alla corte ebbe modo di frequentare l'Ariosto, che gratificherà il Silvestri citandolo sia nelle Satire che nell'Orlando Furioso.
Dopo un breve soggiorno a Mantova dove conobbe Isabella d'Este, con cui in seguito restò in corrispondenza, si recò a Parigi assieme al cardinale Ippolito.
Tornato a Bologna con l'incarico di segretario di Lucrezia Bentivoglio è testimone dell'arrivo in città del cardinale Federico Sanseverino e della devastazione seguita al conflitto presso Ravenna (1512).
Governatore in Garfagnana per un breve periodo, le condizioni di salute del poetà negli anni seguenti sarà cagionevole.
Scrisse un carme che esprimeva la sua profonda avversione verso Giulio II appena scomparso di cui diede notizia a Isabella d'Este. In questo periodo gli fu affidato un incarico dai signori di Urbino, i Della Rovere, che non andò a buon fine a causa dell'intromissione del papa Leone X nelle vicende del comune, che portò all'estromissione dei Della Rovere dal governo cittadino.
I rapporti d'amicizia con Isabella nel 1516 rischiarano di incrinarsi; Silvestri si sentì in obbligo d'informarla che non era venuto meno alla promessa di scrivere versi in suo onore ed era erronea l'attribuzione di un'elegia dedicata a Leone X da parte sua. L'opera promessa non fu pubblicata, però uscirono nel 1917 un'elegia e un epicedio.
Lo stesso anno riuscì ad evitare d'accompagnare Ippolito all'estero, mentre si recò a Roma, presso la corte papale. Svolse l'incarico di medico di Leone X, oltre a essere stimato come valente poeta.
Alla Roma papalina sono legate alcune delle opere su cui si sono indirizzate le attenzioni degli storici. Tra gli estimatori del periodo, Silvestri può annoverare  Baldassarre Castiglione.
A questo punto però le condizioni di salute posero fine alla carriera, costringendolo a ritirarsi a Capranica dove visse fino alla scomparsa.
Ispirandosi all'opera ovidiana, è ricordato come poeta latinista caratterizzato da una vena delicata, che però non raggiunse le vette dei più illustri colleghi. I giudizi dei contemporanei furono positivi, infatti ricevette diversi attestati di stima, dal Tebaldeo che si incaricò anche di formulare l'epitaffio, al Bocchi, anche se non mancarono i criciti quali il Colucci e il Gilardi. Quest'ultimo messe in discussione sia l'attività letteraria che medica.
Della stampe delle sue poesie, Guidi Posthumi Silvestri Pisaurensis Elegiarum libri II nel 1524 se ne occupò Ludovico Siderostomo e fu realizzata postuma a Bologna.
Esistono manoscritti delle sue opere custoditi presso la Biblioteca apostolica vaticana, Vaticano latino 3168 e Reginense latino 1371.
Presso la Biblioteca Oliveriana è consultabile il lavoro, rimasto parzialmente inedito, dell'erudito Domenico Bonamini utile per le informazioni biografiche.

## Opere
- Guidi Posthumi Silvestri Pisaurensis Elegiarum libri II, Bologna, 1524.